# I liga paragwajska w piłce nożnej (1952)
Mistrzem Paragwaju został klub Club Presidente Hayes, natomiast wicemistrzem Paragwaju ze względu na równą liczbę punktów zostały dwa kluby - Club Sol de América i Club Libertad.
Mistrzostwa rozegrano systemem każdy z każdym mecz i rewanż. Najlepszy w tabeli klub został mistrzem Paragwaju.
Do drugiej ligi spadł klub Sportivo San Lorenzo, a na jego miejsce awansował klub General Genes z miasta Asunción.

## Primera División

### Tabela końcowa sezonu 1952
| Poz | Klub                  | Punkty |
| --- | --------------------- | ------ |
| 1   | Club Presidente Hayes | 28     |
| 2   | Club Sol de América   | 24     |
| 3   | Club Libertad         | 24     |
| 4   | Club Nacional         | 23     |
| 5   | Club Olimpia          | 22     |
| 6   | Cerro Porteño         | 21     |
| 7   | Sportivo Luqueño      | 18     |
| 8   | Club River Plate      | 16     |
| 9   | Atlántida SC          | 16     |
| 10  | Club Guaraní          | 15*    |
| 11  | Sportivo San Lorenzo  | 13     |

- liczba punktów zdobyta przez klub Club Guaraní nie jest pewna

## Klasyfikacja strzelców w sezonie 1952
| Gole | Piłkarz             | Klub          |
| ---- | ------------------- | ------------- |
| 16   | Antonio Ramón Gómez | Club Libertad |
| 16   | Rubén Fernández     | Club Libertad |